# Jerry Olson
Jerry Michael Olson (...) è un fisico statunitense.
È noto per le sue ricerche pionieristiche sulle celle solari multigiunzione.
Jerry Olson ha conseguito il dottorato in fisica nel 1977 all'Università dello Utah. Nel 1978 è entrato a far parte del Solar Energy Research Institute a Golden (Colorado), oggi denominato National Renewable Energy Laboratory (Laboratorio nazionale per le energie rinnovabili). Fino al 1983 si è occupato di processi di purificazione del silicio. In seguito ha diretto il III-V Materials and Devices Group per sviluppare nuovi materiali fotovoltaici utilizzando elementi dei gruppi 13–15 della tavola periodica (i gruppi IIIA–VA nella nomenclatura tradizionale statunitense). Nel 1984 ha inventato la prima cella solare multigiunzione di utilizzo pratico. La cella sfruttava una doppia giunzione GaInP/GaAs con band gap di 1,9 e 1,4 eV. Inizialmente la cella aveva una efficienza minore del 10%, ma con successivi sviluppi nel 2011 le celle multigiunzione sono arrivate a efficienze del 43,5%. Celle di questo tipo sono usate dalla NASA per molti satelliti e nei rover Spirit e Opportunity su Marte.

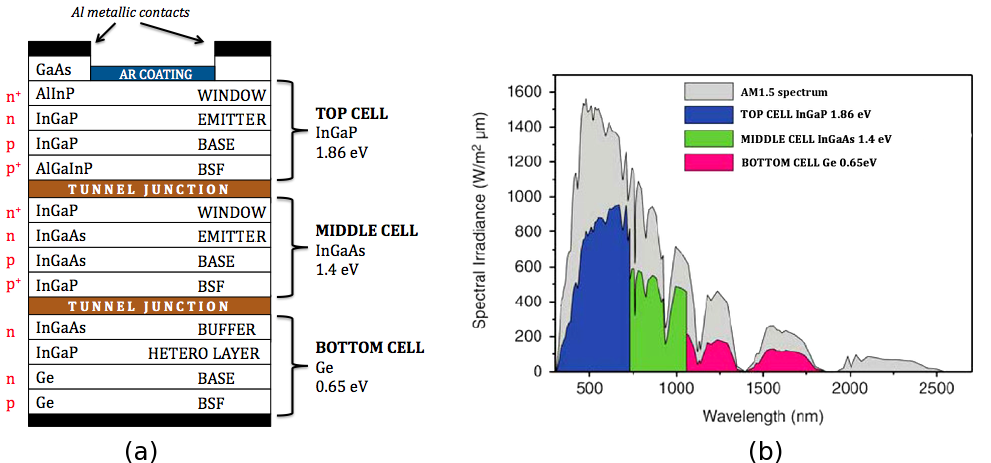
(a) Schema della struttura di una cella solare multigiunzione GaInP/GaInAs/Ge. Ci sono sei tipi principali di strati: giunzioni pn, strati BSF, strati finestra (window), giunzioni a tunnel, rivestimento antiriflesso (AR coating) e contatti metallici. (b) Grafico dello spettro solare AM1.5 (grigio) e porzioni dello spettro che possono essere sfruttate dai tre componenti GaInP, GaInAs e Ge.

Per le sue ricerche pionieristiche sulle celle solari multigiunzione Olson ha ricevuto vari riconoscimenti, tra i quali:
- R&D 100 award nel 1990 per la cella a giunzione doppia GaInP/GaAs.
- R&D 100 award nel 2001 per la cella a giunzione tripla GaInP/GaAs/Ge.
- Dan David Prize nel 2007 assieme a Sarah Kurtz per lo sviluppo della cella solare multigiunzione GaInP/GaAs, che ha mostrato un'efficienza di conversione dell'energia solare molto più elevata (ora 39%), il doppio della maggior parte delle celle al silicio (di solito 15-21%).[4]
- William W. Cherry Award nel 2011 per aver contribuito all'invenzione di dispositivi fotovoltaici GaInP/GaAs a giunzione singola e multipla. Questi dispositivi sono ora prodotti da molte ditte per sistemi fotovoltaici spaziali e terrestri. Ha inoltre inventato vari nuovi processi di purificazione del silicio.[1]